# 2475 Semenov
A 2475 Semenov (ideiglenes jelöléssel 1972 TF2) a Naprendszer kisbolygóövében található aszteroida. Ljudmila Zsuravljova fedezte fel 1972. október 8-án.